# Nisa, Turkmenistan
Nisa (tiếng Hy Lạp cổ: Νῖσος and Νίσα and Νίσαιον) (còn được gọi là Parthaunisa) là một khu định cư cổ xưa của các dân tộc Iran, nằm gần làng Bagir ngày nay, cách thành phố thủ đô Ashgabat 18 km. Nó được một số người mô tả là nơi đặt trụ sở chính quyền đầu tiên của người Parthia. Theo truyền thống, nó được cho là thành lập dưới thời vua Arsaces I (trị vì khoảng từ năm 250-211 TCN) và được coi là nơi ở của hoàng gia của các vị vua Parthia. Năm 2007, pháo đài tại Nisa được UNESCO công nhận là Di sản thế giới.

## Lịch sử
Nisa là một trung tâm thương mại lớn dưới thời Đế quốc Parthia. Nó sau đó được đổi tên thành Mithradatkirt (có nghĩa là "pháo đài của Mithradates") bởi vua Mithridates I (trị vì khoảng từ năm 171–138 TCN). Vùng này nổi tiếng với những con ngựa đẹp và chạy nhanh. Nisa đã bị phá hủy hoàn toàn bởi một trận động đất xảy ra trong thập kỷ thứ 1 TCN.

## Khai quật
Các cuộc khai quật tại Nisa đã tiết lộ các tòa nhà, lăng mộ và đền thờ, nhiều tài liệu khắc và một kho báu bị cướp phá. Nhiều tác phẩm nghệ thuật Hy Lạp đã được phát hiện, cũng như một số lượng lớn bình hình đầu vật, vành ngoài đồng xu được trang trí với các chủ đề khác nhau.

## Hình ảnh

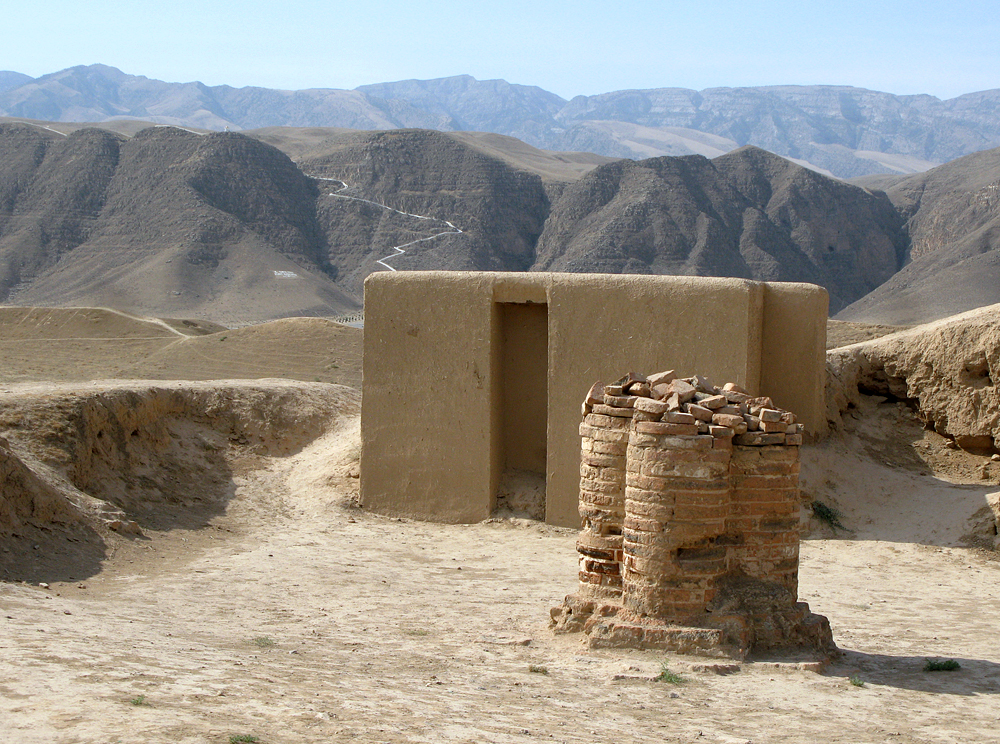
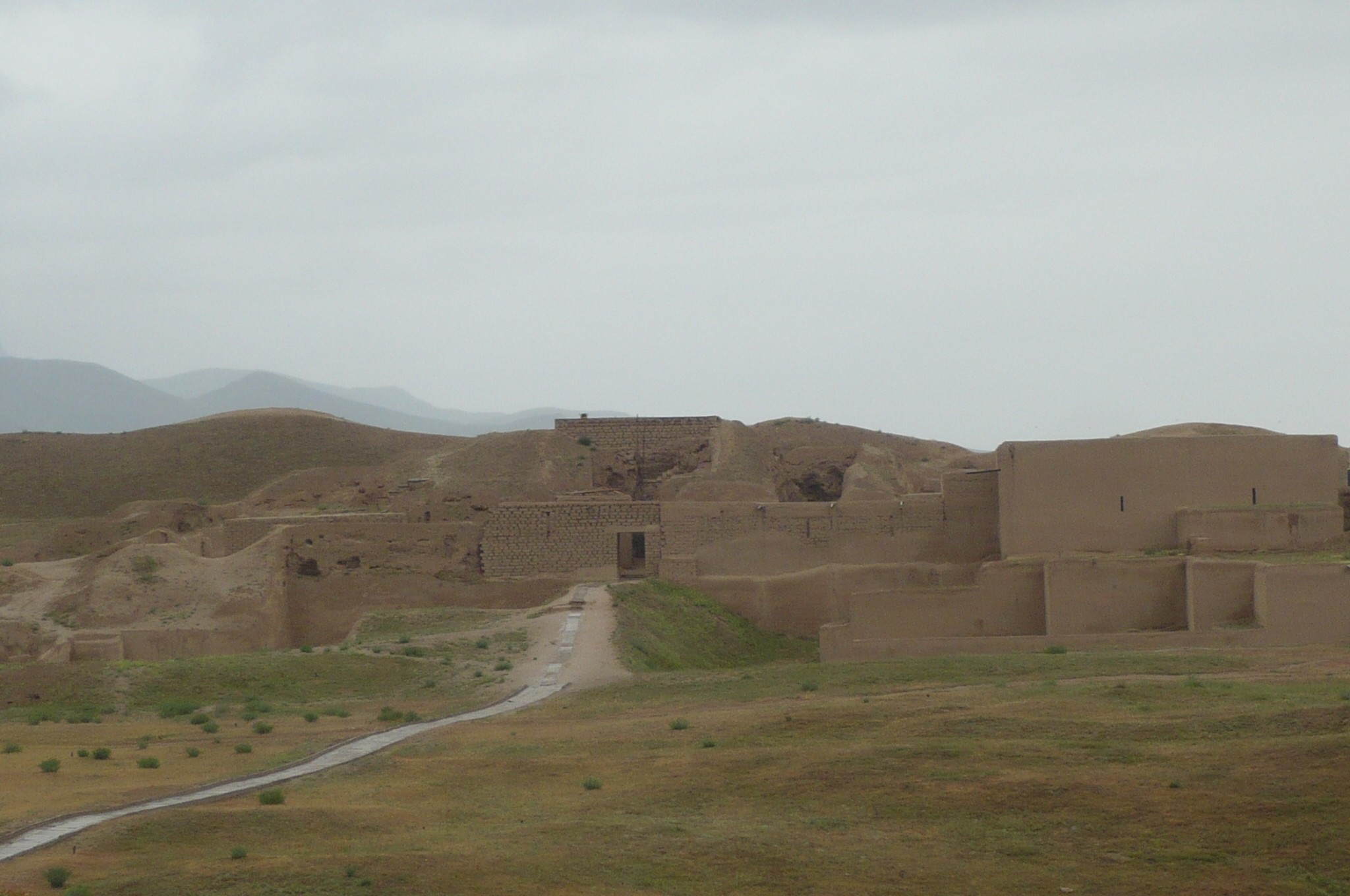
Tường thành
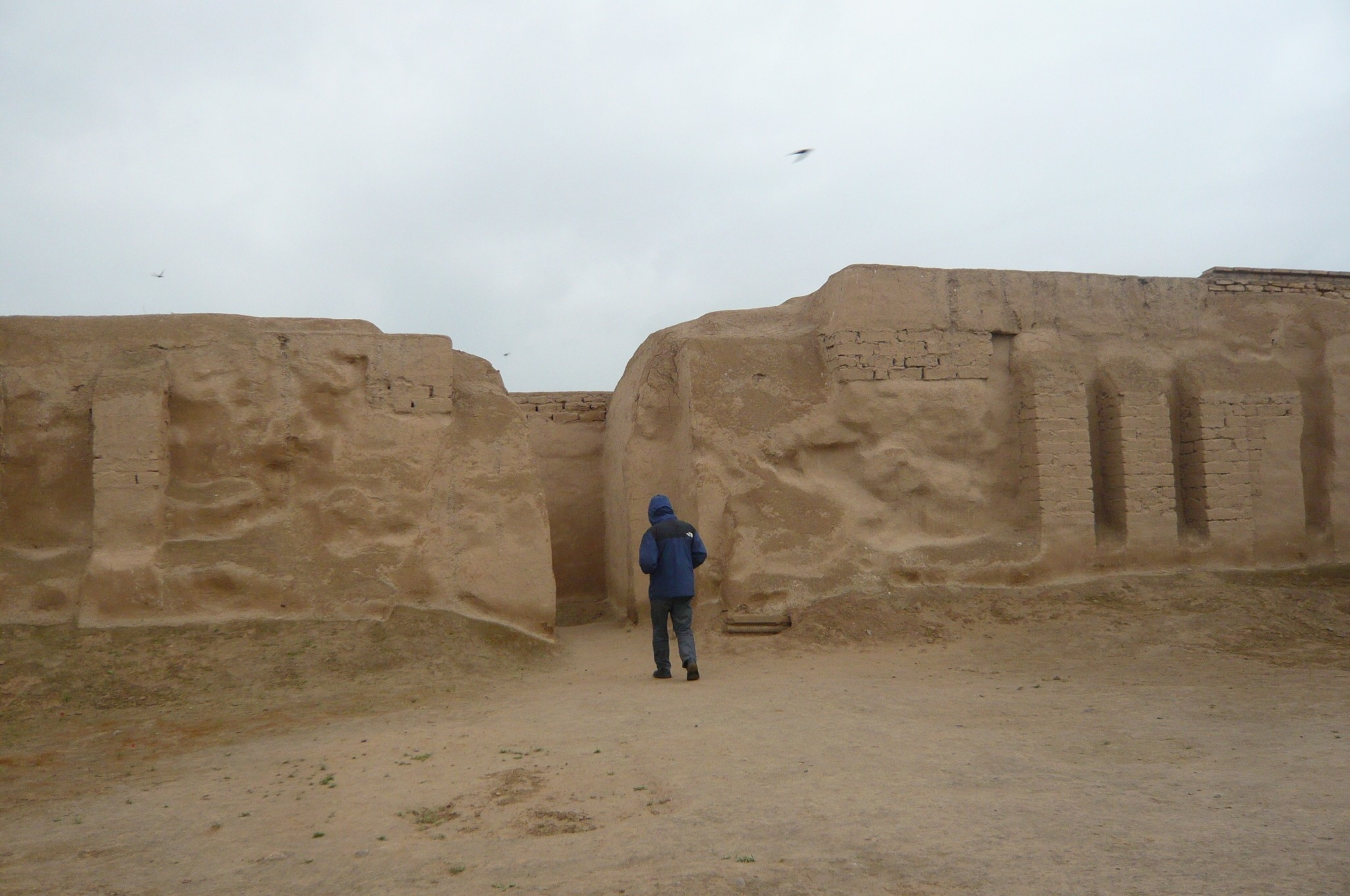
Cổng của Nisa
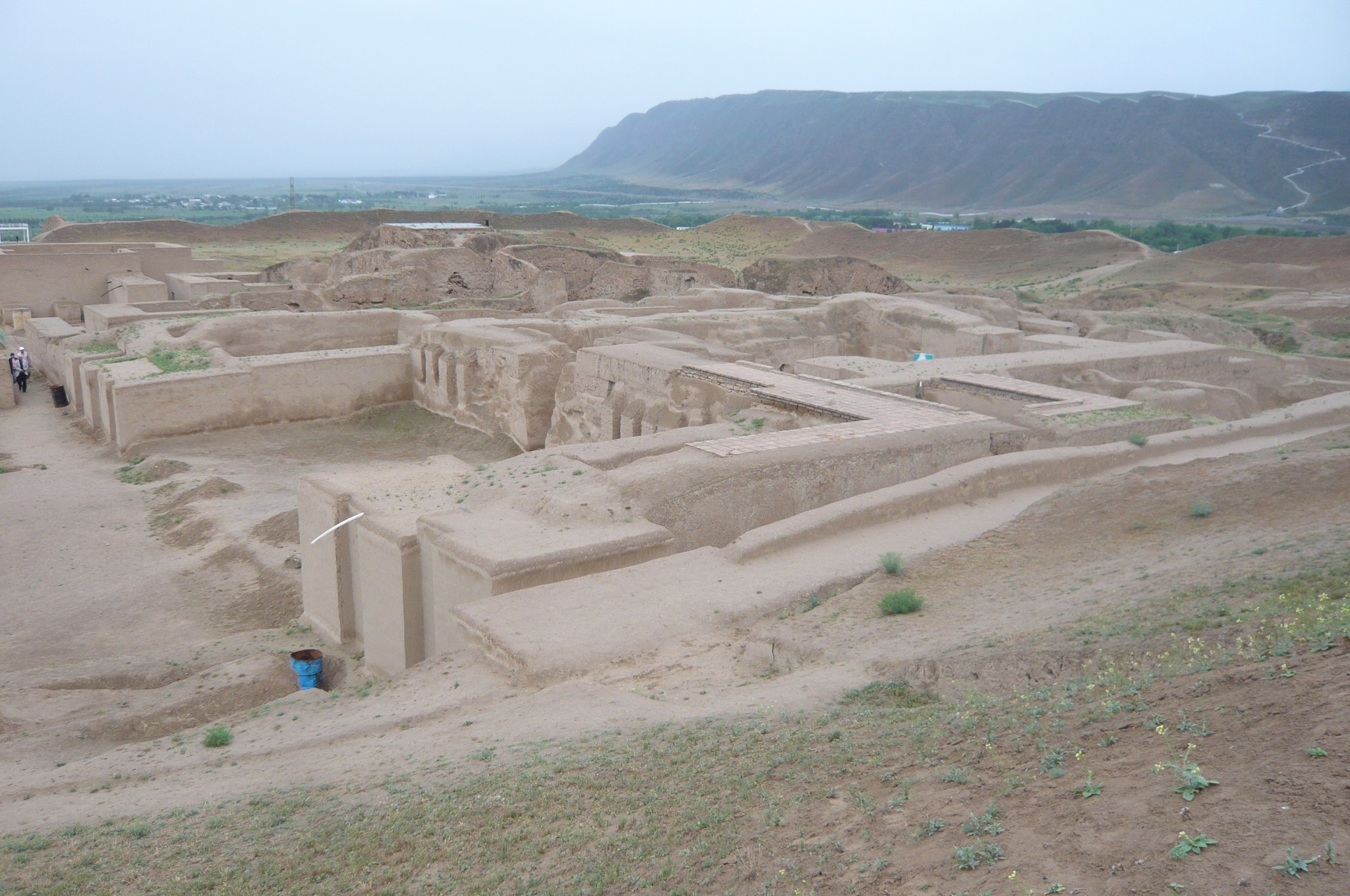
Tàn tích của Nisa